# Cicaré SVH-4
Der Cicaré SVH-4 ist ein stationärer Hubschraubertrainer des argentinischen Herstellers Cicaré Helicópteros.

## Geschichte und Konstruktion
Da sich der Cicaré SVH-3 über Jahre erfolgreich verkaufte, wurde ein überarbeitetes Modell entwickelt. Hauptsächlich unterscheidet sich der SVH-4 von seinem Vorgänger durch die Kabine des CH-7B und zeitgemäßer Instrumentierung. Wie alle Chicaré-Hubschrauber besteht auch dieser aus dem typischen geschweißten Stahlrohrrahmen, auf dem die Kabine aus Verbundwerkstoffen angebracht ist. Angetrieben wird er von einem Rotax-912-Vierzylinder-Boxermotor mit 59 kW der bereits zum Teil beim SVH-3 Verwendung fand und ist in ein Gestell auf einer beweglichen Plattform eingebaut, womit sich die meisten Hubschrauberflugsituationen üben lassen. Auch kann die Plattform stationär fixiert werden. Zudem lässt sich auch der SVH-4 fernsteuern.

## Technische Daten
| Kenngröße             | Daten                                            |
| --------------------- | ------------------------------------------------ |
| Besatzung             | 1                                                |
| Länge                 | 5,74                                             |
| Höhe                  | 2,23 m                                           |
| Rotordurchmesser      | 6,10 m                                           |
| Leermasse             | –                                                |
| max. Startmasse       | 460 kg                                           |
| Reisegeschwindigkeit  | –                                                |
| Höchstgeschwindigkeit | –                                                |
| Dienstgipfelhöhe      | –                                                |
| Reichweite            | 2,5 Stunden                                      |
| Triebwerke            | 1 × Rotax-912- Vierzylinder-Boxermotor mit 59 kW |